# American Dharma
Pour plus de détails, voir Fiche technique et Distribution.
American Dharma est un film documentaire américain réalisé par Errol Morris, sorti en 2018.

## Synopsis
C'est un documentaire sur Stephen Bannon, président exécutif de Breitbart News de 2012 à 2016, et directeur exécutif de la campagne présidentielle de Donald Trump.

## Fiche technique
- Réalisation : Errol Morris
- Pays d'origine : États-Unis
- Format : Couleurs - 35 mm
- Genre : Documentaire
- Durée : 95 minutes
- Dates de sortie :
  -  Italie : 5 septembre 2018 (Mostra de Venise 2018)
  -  Canada : 9 septembre 2018 (Festival international du film de Toronto 2018)
  -  États-Unis : 30 septembre 2018  (Festival du film de New York)

## Distinction

### Sélection
- Mostra de Venise 2018 : sélection hors compétition.